# 澳門至氹仔第五條跨海連接通道
澳門至氹仔第五條跨海連接通道，俗稱澳氹海底隧道、“澳氹第五條通道”，是一座位於中華人民共和國澳門特別行政區已擱置興建的跨海連接通道，計劃以海底隧道方式興建，連接澳門半島的新城B區及D區。

## 概要
據2019年土地工務運輸局環境評估第一次公示中的內容指，計劃於嘉樂庇總督大橋旁興建一條全長2,400多米的海底隧道，隧道採用雙向六車道設計，限速每小時60公里，連接澳門半島新城B區及氹仔島新城D區，接駁B區孫逸仙大馬路與城市日大馬路交匯處及D區東西向道路。項目除開展道路及隧道工程外，還包括建設照明系統、泵房等管理及維護設施。

## 歷史
2005年，時任行政長官何厚鏵發表新一年度施政報告中，提出對嘉樂庇總督大橋的交通改造展開研究，優化澳氹之間的交通接駁條件。2006年，政府著手進行澳氹海底隧道的規劃和初步設計，在同年4月陸續開展相關的國際招標和開標工作。由於海底隧道兩端出入口均需進行填海造地，按有關規定須上報中央審批。當時規劃以兩條封閉式管道組成，每條管道為單向三線行車。隧道長約1700米，氹仔出入口位於現時嘉樂庇總督大橋出入口附近，澳門一端則位於嘉樂庇大橋與觀音像之間一幅填海地段。 
2015年，群力智庫重新提出興建澳氹第五通道構想，舒緩澳氹跨海交通問題，而當時澳氹第四條跨海大橋未有開展相關設計招標工作，而興建第五通道是非常必要。
2016年7月11日，《澳門特區公報》刊登行政長官批示，外判於嘉樂庇總督大橋旁興建兩條海底隧道可行性研究，判給金額722萬元，分五年支付。土地工務運輸局當時透露，將於2017年中公佈初步研究報告，並選定三個選址方案，計劃連接澳門半島的新城B區及氹仔島的新城C、D區。當時初步計劃中提到，隧道全長約1,200米，兩條管道設有兩條單向行車道，研究期最長260天。
2018年11月29日，土地工務運輸局公佈“嘉樂庇總督大橋旁興建海底隧道——初步設計、工程勘察及專題研究”項目判給中交公路規劃設計院有限公司澳門分公司，造價為9,927萬澳門元，工期為800天。第五通道計劃由嘉樂庇總督大橋東側的填海新城B區連接填海新城C、D區，初步會採用隧道設計，解決長期困擾澳門的跨海交通問題。
2018年12月7日，時任土地工務運輸局局長李燦烽表示，澳氹第五通道設計採用海底隧道方式，通道長約兩公里，來回各三條行車，走線已基本確定。
2019年3月30日，工務局表示，按照研究單位的分析，“第五通道”將不建議電單車通行。
2019年6月10日至21日，澳門特別行政區政府展開為期12日有關海底隧道環境影響評價第一階段公示；對有關項目進行前期準備、工程基本情況公示、環評單位調研和分析論證。
2019年10月22日至11月5日，澳門特區政府進行第二階段環境評估公示，目的為編製環境影響報告書徵求意見稿。環評報告書指出，施工過程中對周邊環境會帶來一定的影響，但影響總體來說是暫時及可逆的，透過採取適當的環境保護措施可減低工程區域範圍環境影響，項目建設完成後生態環境會恢復其原來狀態，對區域內生態系統未有明顯影響，從環境影響的角度評價來看，本項目工程建設具可行性，符合環境保護相關法律法規及規劃要求。在首階段公示中，比選出五種施工方式後，建議以沉管隧道方式興建，沉管段約1,100米，採用兩孔一管廊方案，中間管廊用於電纜管廊、檢修通道及排煙通道，左右側行車孔可相互逃生。意見稿同時指出，由於沉管隧道底部主要是粉質黏土層、殘積土層和礫砂層，兩側330米暗埋段主要是新填海地、淤泥層和粉質黏土層，因此天然地基條件下，沉管段平均沉降大於10厘米、暗埋段沉降最大60厘米，沉降較大，因此有必要採用一定的地基處理措施，方案推薦沉管段採用深層水泥攪拌樁加固方案，兩側暗埋段採用陸上施工攪拌樁方案加適當的減載措施。
2020年3月13日至3月26日，澳門特區政府進行第三階段環境評估公示，為環境影響報告書編製單位根據收集的公眾意見進行整理和分析，修改完善環境影響報告書，公開環境影響報告書全文。土地工務運輸局指，從環境影響的角度評價來看，項目工程建設具可行性，符合環境保護相關法律法規及規劃要求。另外，報告書最後提到，從公眾調查的情況來看，被調查公眾和團體對工程建設提出了建議，並基本持肯定的態度；公示期間，公眾對本工程建設表示基本贊同，無重大反對意見。
2020年11月17日，行政長官賀一誠發表澳門特別行政區政府2021年財政年度施政報告，提到改善澳氹跨海交通方面，開展“第五通道”的專題研究及後續工作。
2022年5月23日，2021至2030年的陸路整體交通運輸規劃方案中未有包括提及興建澳氹第五通道，時任運輸工務司司長羅立文當時回應澳門立法會議員指「一半半」，未決定到底建還是不建。交通事務局更明言對項目有保留。
2024年6月下旬，政府最終出台的海洋功能區劃圖，在嘉樂庇總督大橋（舊澳氹大橋）一段的路橋隧區大幅縮水，意味原在舊橋兩側建海底隧道的「第五通道」之規劃很可能經已擱置。政府在提交立法會公共財政事務跟進委員會文件顯示「嘉樂庇總督大橋旁建兩個海底隧道」（即第五通道）項目季度預算執行率為0，當時政府回覆披露，項目的勘察及專題研究中已完成工作涉約745萬元，而因應特區整體規劃發展而暫緩新城D區填海工程，加上現時正進行的外港區-2的詳細規劃工作，將直接或間接影響隧道兩側出入口位置的設置條件，現時沒條件繼續該研究，故終止項目的設計服務。公共建設局在2024年12月回覆澳門立法會直選議員李振宇有關優化新城D區填海方案及第五通道建設質詢時表示，澳門大橋的落成已肩負起分流澳門半島至氹仔島交通的作用，該局將密切留意各項目落成的成效，並根據規劃要求跟進相關公共基礎設施的建設，意味有關規劃暫時擱置。

## 社會反應

### 建議採用橋隧方案
2016年7月17日，澳廣視《澳門論壇》節目探討第五通道工程。城市規劃委員會委員李熙爗指，從工程角度，一般首先考慮興建橋樑，次選才是隧道；而隧道造價高、工期長、維修費高。如西灣大橋每年的營運、保養費約六百萬元，澳門大學隧道則高達二千萬元。他建議採用橋隧方案，因為，可以全天候開放，而且，從通風、安全角度考慮，橋隧也較適宜電單車通行。同場的交通諮詢委員會委員、大學工程系副教授高冠鵬提出，橋隧的橋面可開放給單車通行；工程師學會理事長黃承發亦支持相關橋隧方案。

### 要求加開電單車專道
2019年7月2日，離島區社會服務咨詢委員會舉行第7次平常會議，委員林家全期望有關當局科學規劃完善第五通道設計。指出近年澳門惡劣天氣頻繁，而大部分市民卻以電單車代步，他期望當局在規劃上加設相關專道。同時建議有關部門公布更多第五通道的相關規劃，特別是在隧道口接駁位的規劃，如何與現時氹仔的路網進行整合等。

### 做好環評減少生態影響
2020年3月中，澳門立法會直選議員何潤生冀第五通道環評通過後，能啟動相關設計、招標等後續程序，他指出環評報告提到相關項目建設具可行性，符合環境保護相關法律法規及規劃要求，但在施工過程中會對周邊環境帶來一定的影響，但影響總體是暫時及可逆的。何潤生對工程所帶來的影響表示理解，但他亦擔憂未來第五通道的施工工程與第四座跨海大橋工程出現重疊期，對周邊環境及本澳交通造成的影響將會同步擴大。他建議當局應及早考慮相關因素，做好規劃和安排，透過適當的環境保護措施，減低工程區域範圍產生的環境影響，同時應仔細監測，確保區域內生態系統未因相關工程而造成明顯影響，減少人為因素對生態所造成的影響。

## 爭議

### 海隧工程惹工程界擔憂
2019年10月24日，澳門土木工程實驗室董事會主席區秉光表示，環評意見稿建議選擇以明挖沉箱的方式進行興建，但他指出澳氹之間的海底淤泥層及嘉樂庇總督大橋的建設基礎相關項目建設具可行性，符合環境保護相關法律法規及規劃要求，但在施工過程中會對周邊環境帶來一定的影響，但影響總體是暫時及可逆的。何潤生對工程所帶來的影響表示理解，但他亦擔憂未來第五通道的施工工程與第四座跨海大橋工程出現重疊期，對周邊環境及本澳交通造成的影響將會同步擴大。他建議當局應及早考慮相關因素，做好規劃和安排，透過適當的環境保護措施，減低工程區域範圍產生的環境影響，同時應仔細監測，確保區域內生態系統未因相關工程而造成明顯影響，減少人為因素對生態所造成的影響。較弱，大橋樁不到磁力層，以過往的經驗來看，十米槽會影響100米的範圍，比例高至1：10至15，而第五通道海底隧道工程需明挖近30米，他預料將會對澳門沿海建築物及嘉樂庇總督大橋構成一定衝擊，因此認為在興建上有一定的難度，期望政府充分考慮有關情況，可加研究。而澳門工程顧問商會代表陳滿鋒出席同一場合時表示，初步認同有關施工方案，根據澳門土質需挖掘一定的深度，該隧道會佔用較多的新填海土地，同時造價方面亦會相對昂貴，認為該隧道走向與早前的預期相若，預計施工期需時兩年半至三年。
2020年9月中，港澳資深工程師、澳門大學土木工程系客座教授邵賢偉指，第五通道採用海底隧道方式建造，相關造價貴、施工難，可能十年八載都未建完，希望社會深思花費大量資源建設海隧是否值得，建議宜在舊橋旁建姐妹橋。邵賢偉指，嘉樂庇大橋底的河床淺，只有數公尺，地質土壤上層約有廿公尺為淤泥，中層為三十多公尺的沖積層及原有土，深至五、六十公尺才到石層。直言若要穿過淤泥層至石層挖掘隧道及興建引道，相當困難。而且建海隧須與舊橋保持一定距離，否則會影響舊橋地基。他分析興建隧道若採用“沉箱式”，一般需要較深的海床，但考慮到舊橋河床淺，船隻通航等原因，並不適宜。估計大多會採用鑽探法，但在深石層鑽探海隧，則會出現造價貴、工期長等問題。最難建的一段應是從深石層，穿過種種泥沙重返地面。相反，高架橋的建造較簡單、工期短、造價相宜，而且髙架橋可連接現成的舊橋引道網，只要在現有地面上擴闊改建便成，變相又多一條道路直達澳氹市中心等心臟地帶，有效紓緩交通壓力。邵賢偉又指出，若澳氹的跨海通路已足夠應付澳氹之間的交通量，可以不建設第五通道，但一定不適合建海隧。邵賢偉表示，海隧引道及落腳點將佔去部分土地，而且海隧上方、附近約廿米都不宜建設任何建築物，若為打樁容易影響隧道。新城BD區的土地寶貴，不建議政府採用海隧建設。

### 新城D區取消填海惹工程規劃腰斬存疑
2020年9月16日，《澳門特別行政區城市總體規劃(2020-2040)》中對於新城D區若取消填海，第五條跨海通道是否告吹的爭議，有關項目於2016年開展可行性研究、2018年判給設計方案。
時任土地工務運輸局局長陳寶霞回應傳媒時指，新城D區的工作仍在持續跟進中，未來如有調整會再公布，而該通道也正進行專題研究，強調工務局未收到任何調動，有關規劃仍在諮詢階段。對於傳媒追問新城D區填海若取消，如何進行有關規劃？陳寶霞重申有關工作一直都在跟進，沒有接到改變情況的通知，現時的工作會繼續進行。她強調，所有工作會依照法律程序進行，不能回答假設性的問題，新城D區計劃與第五條跨海通道是兩件事，有關計劃政府部門仍在研究中。
對於有關海底隧道規劃項目消失的爭議，傳新澳門協會理事長林宇滔批評《城市總體規劃》草案對交通方面的內容相當「求其、混亂」，而有關部門甚至行政長官說法不一，他質疑相關規劃草案是延伸至未來20年的城市規劃，現時信息十分混亂，反映出政府操作程序存在問題，甚至各部門沒有經過充分溝通。他又指，從實用的角度考量，是否需要興建第五條跨海通道仍有待考慮。

### 立法會議員李振宇書面質詢
2021年1月中，澳門立法會直選議員李振宇提出書面質詢，敦促當局表明對興建澳氹第五通道有否明確傾向。他指出早在2006年度施政報告中提出興建一條全天候連接澳門至氹仔的跨海連接通道，以每邊單向雙車道海底隧道方式興建，但因各種原因遭到擱置。2020年9月，《澳門城市總體規劃（2020-2040）草案》諮詢文本公佈未有提及興建“第五通道”，令社會擔憂第五通道會否取消，其後土地工務運輸局作有關澄清。他指第五通道已醞釀 10多年，本年度施政方針提出待相關專題研究完成後，會確定後續工作，認為當局強調第五通道只是研究項目，態度模糊。

### 《澳門陸路整體交通運輸規劃（2021——2030）》
在2022年公佈的《澳門陸路整體交通運輸規劃（2021——2030）》中，未有提及興建“第五通道”。2022年5月23日，澳門立法會間選議員何潤生開及該規劃未有提及興建澳氹第五通道；而運輸工務司司長羅立文回應稱，政府現對此實「一半半」，未決定到底建還是不建。羅立文答道，政府非忘記了第五通道而沒列入規劃中，而另一個問題是新城A區至新城B區跨海連接通道仍需解決。交通事務局局長林衍新作補充，有關部門對“第五通道”規劃有所保留，因為當時正在興建的澳氹第四條跨海大橋將足夠分流全澳過海的車流量，且也可以滿足未來十年的發展。同時，目前過海車流分散兩側不集中中區，可能是一件好事。又指出如果興建第五通道，將現有的友誼大橋或西灣大橋車流集中回到中區，導致中區交通環境問題惡化，因此未有任何得益甚至在草案中有方向。

## 相關案例
隧道方案
- 中国廣東省珠海市
  - 珠海隧道：於珠海大橋旁南側平行佈置西江出海口磨刀門水道興建一條海底隧道，連接珠海市香洲區及金灣區。
  - 十字門隧道：由橫琴粵澳深度合作區金融島向北從海底穿越馬騮洲水道至十字門中央商務區灣仔片區（灣仔街道）。

大橋方案
- 中国廣東省廣州市沙溪大橋